# Fernand Jarrié
Fernand Jarrié (* 10. Juli 1899 in Bagnols-sur-Cèze; † 2. Juli 1996 ebenda) war ein französischer Politiker. Er war von 1946 bis 1948 Mitglied des Conseil de la République, dem damaligen Senat.
Jarrié, der eine Bäckerlehre absolvierte, wurde mit 17 Jahren zum Kriegsdienst eingezogen. In seiner Heimatstadt Bagnols baute er ein Keksgeschäft auf. Er zog in den Gemeinderat von Bagnols ein und wurde stellvertretender Vorsitzender des christdemokratischen Mouvement républicain populaire im Département Gard. 1946 wurde er in den Conseil de la République gewählt. An der Wiederwahl scheiterte er 1948 aber. Von 1964 bis 1976 saß er im Generalrat des Départements Gard und war von 1965 bis 1971 stellvertretender Bürgermeister von Bagnols. 1996 starb er mit fast 97 Jahren.